# Micula Nouă
Micula Nouă – wieś w Rumunii, w okręgu Satu Mare, w gminie Micula. W 2011 roku liczyła 380 mieszkańców. 